# Paula McLain

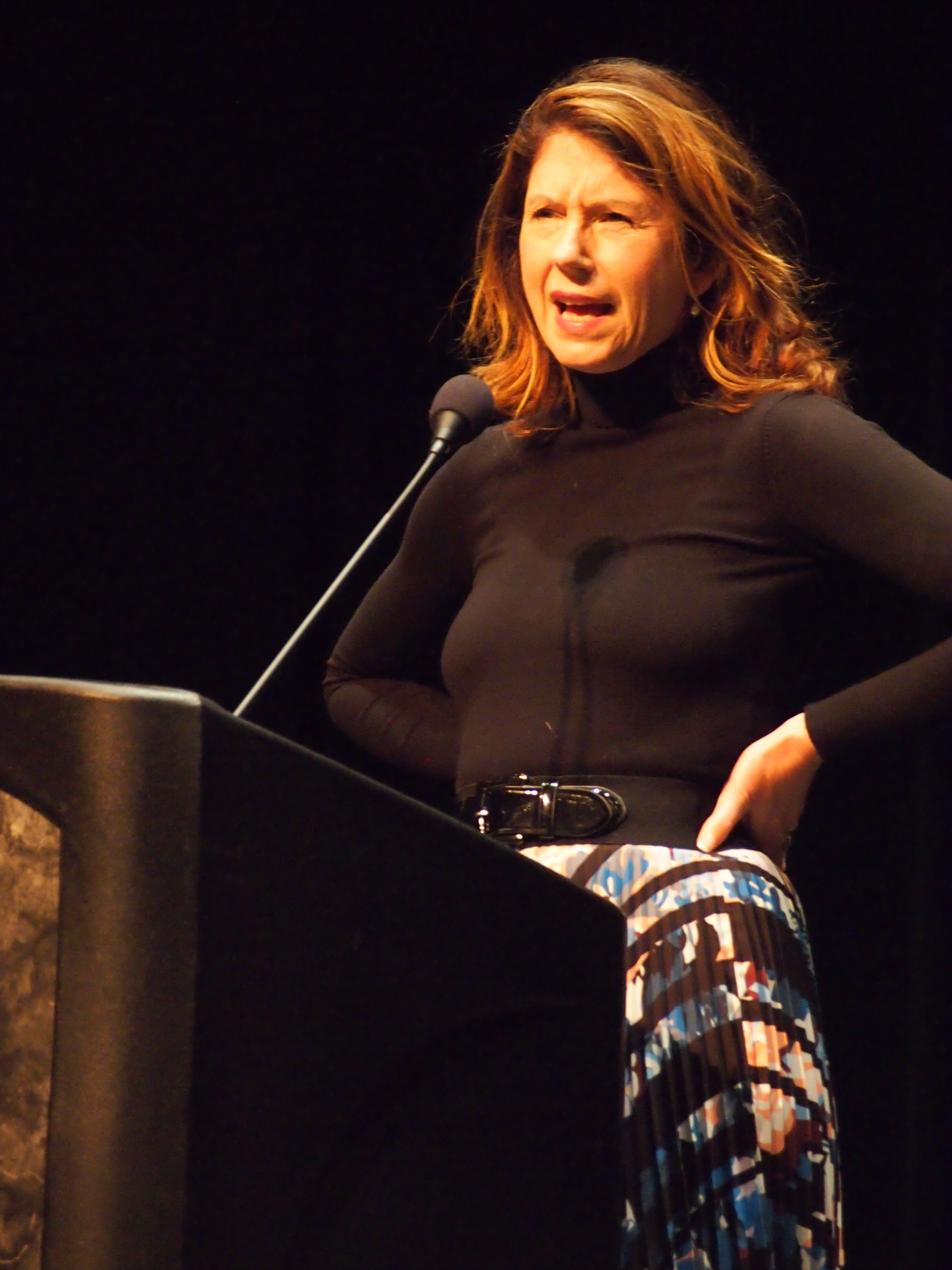
Paula McLain

Paula McLain (* 1965 in Fresno) ist eine US-amerikanische Schriftstellerin.

## Leben
Paula McLain wurde in Fresno, Kalifornien, geboren. Von ihren Eltern verlassen, wurde sie zusammen mit ihren zwei Schwestern unter die Vormundschaft des kalifornischen Gerichtssystems gestellt und lebte die nächsten 14 Jahre in mehreren Pflegefamilien. Diese Erfahrungen verarbeitete sie später in dem Erinnerungsbuch Like Family, Growing up in Other People’s Houses. Bevor sie sich dem Schreiben zuwandte, finanzierte sie ihr Leben als Krankenpflegehelferin, Pizzabotin, Arbeiterin in einer Autofabrik und Barkellnerin. 1996 schloss sie ihr Studium an der Universität Michigan mit einem Master of Fine Arts in Poetry ab.
Paula McLain ist Stipendiatin von Yaddo, der McDowell Colony, des Ohio Arts Council und des National Endowment for the Arts. Ihr Roman The Paris Wife über die erste Ehefrau von Ernest Hemingway stand auf der Bestsellerliste der New York Times und wurde in 34 Sprachen übersetzt.
Sie lebt mit ihrer Familie in Cleveland.

## Werke
- Like Family: Growing up in Other People’s Houses, a Memoir.
- A Ticket to Ride.
- The Paris Wife.
  - Madame Hemingway. dt. von Yasemin Dinçer, Aufbau, Berlin 2011, ISBN 978-3-351-03358-3
- Circling the Sun.
  - Lady Africa. dt. von Yasemin Dinçer, Aufbau, Berlin 2015, ISBN 978-3-351-03619-5
- Love and Ruin.
  - Hemingway & ich. Martha Gellhorns große Liebe dt. von Yasemin Dinçer, Aufbau, Berlin 2018, ISBN 978-3-351-03745-1
- When the Stars go Dark
  - Nacht ohne Sterne dt. von Yasemin Dinçer, Rütten & Loening, Berlin 2021, ISBN 978-3-352-00958-7